# Allotelphusa
Allotelphusa é um gênero de traça pertencente à família Agonoxenidae.